# Бабаев, Меты
Меты Бабаев (туркм. Mäti Babayew; 1925 год, кишлак Тазечитир (Täzeçitir) — 1958 год) — бригадир колхоза «Коммунизм» Ильялинского района Ташаузской области, Туркменская ССР. Герой Социалистического Труда (1950).

## Биография
Родился в 1925 году в крестьянской семье в кишлаке Тазечитир.
С 1940 по 1945 года — звеньевой колхоза «Коммунизм» Ильялинского района. В 1946 году назначен бригадиром этого же колхоза. В 1946 году вступил в ВКП(б).
В 1949 году бригада Меты Бабаева получила высокий урожай хлопка-сырца. Указом Президиума Верховного Совета СССР от 30 июня 1950 года «за получение высоких урожаев хлопка на поливных землях в 1949 году» удостоен звания Героя Социалистического Труда с вручением ордена Ленина и золотой медали «Серп и Молот».
С 1951 по 1954 года обучался в Байрамали в школе по подготовке руководителей колхозов. С 1954 по 1958 года — инструктор Ильялинского райкома КПСС.
Скончался в 1958 году.